# Zemplínsky Branč
Zemplínsky Branč – wieś (obec) na Słowacji położona w kraju koszyckim, w powiecie Trebišov. Pierwsze wzmianki o miejscowości pochodzą z 1273 roku. 
Według danych z dnia 31 grudnia 2012 roku, wieś zamieszkiwało 486 osób, w tym 250 kobiet i 236 mężczyzn.
W 2001 roku rozkład populacji względem narodowości i przynależności etnicznej wyglądał następująco:
- Słowacy – 90,29%
- Czesi – 0,45%
- Romowie – 6,09%
- Ukraińcy – 0,23%
- Węgrzy – 0,23%

Ze względu na wyznawaną religię struktura mieszkańców kształtowała się w 2001 roku następująco:
- Katolicy rzymscy – 80,81%
- Grekokatolicy – 8,35%
- Ewangelicy – 0,23%
- Ateiści – 3,84%
- Nie podano – 4,06%